# Тегель
Те́гель (нем. Tegel) — район в составе административного округа Райниккендорф в Берлине. Известен расположенным на своей территории одноимённым международным аэропортом «Тегель» (TXL) и тюрьмой. Тегель является вторым по площади (после Кёпеника) районом Берлина.

## История
Деревня Тегель была основана в 1237 году, однако первое письменное упоминание датируется 1322 годом. С 1361 года деревня принадлежит монастырю из соседнего города Шпандау, в 1558—1872 годы — самому городу Шпандау. В 1920 году в ходе образования «Большого Берлина» Тегель вместе с соседними деревнями был присоединён к немецкой столице в составе нового городского округа, получившего название Райниккендорф по названию одной из присоединяемых деревень.

## Достопримечательности
Благодаря Тегельскому озеру и Гринвичскому бульвару Тегель является популярным местом прогулок на севере города. В Тегеле находится Дворец Тегель с прилегающим к нему дворцовым парком, а также бывшее здание завода «Борзиг». К достопримечательностям района относится православный храм Константина и Елены с окружающим его русским кладбищем. В Тегеле также находится самое старое дерево Берлина — «Толстушка Мари», возраст которой оценивается в 900 лет.
Территория бывшего порта в промышленной зоне Тегеля напротив водяной мельницы была превращена в культурный центр — новый «Тегельский порт», созданный по проектам архитекторов из разных стран мира в рамках Международной строительной выставки 1983—1987. Здесь разместилась библиотека имени Гумбольдта (нем. Humboldt-Bibliothek) и примечательные жилые сооружения.

## В литературе
- И. В. Гёте, «Фауст» : сцена «Вальпургиева ночь» — «Мы так умны, — а в Тегеле есть духи!» — в переводе с нем. Н. Холодковского.

## Галерея
| - Деревенская церковь Тегеля - Католическая церковь Святого Бернхарда - Дворец Тегель - Храм святых равноапостольных Константина и Елены |
| - Рождественское освещение Горький-штрассе в Тегеле - Вилла Борзигов - Здание бывшего завода «Борзиг» - «Толстушка Мари»                 |